# Lorent Saleh
Pour les articles homonymes, voir Saleh.
Lorent Saleh est un homme politique vénézuélien et leader étudiant.

## Biographie
Alors qu'il est réfugié en Colombie, il est remis au SEBIN par le gouvernement colombien et est emprisonné quatre ans en détention provisoire. En 2015, il tente de se suicider. Il obtient le Prix Sakharov en 2017 puis est libéré en octobre 2018. Il s'exile ensuite en Espagne.
En janvier 2024, l'État colombien est condamné en Colombie pour cette expulsion illégale.